# فرودگاه صحرایی بوفالو
فرودگاه صحرایی بوفالو (به انگلیسی: Buffalo Airfield) یک فرودگاه همگانی است که یک باند فرود آسفالت دارد و طول باند آن ۸۱۳ متر است. این فرودگاه در شهر بوفالو، نیویورک کشور ایالات متحده آمریکا قرار دارد و در ارتفاع ۲۰۴ متری از سطح دریا واقع شده‌است.